# Никитское (Медынский район)
Никитское — село в Медынском районе Калужской области Российской Федерации. Административный центр сельского поселения «Село Никитское».
Расположено на Смоленско-Московской возвышенности. Село стоит на берегах реки Лужа. Рядом находятся деревни Зонино, Кобелево и Хорошево.
В селе находится кладбище у бывшей Михаило-Архангельской церкви (построена в 1872 году)

## История
В Смутное время село и близлежащие деревни были сожжены.
В 1678 году северная часть село относилась к Боровскому уезду, стояло в запустении и упоминалась как пустошь Архангельского собора «где было село Никицкое на реке Луже».
в 1929 году образован Никитский сельский Совет.
В 1954 году,  в соответствии с Решением исполкома Медынского Райсовета № 20-325  «Об открытии  библиотек Адуевской, Степановской и Никитской сельских советов», начала свою деятельность Никитская сельская библиотека. 